# Gregory's Girl
Gregory's Girl è un film del 1981 diretto da Bill Forsyth.
Nel 1999 il British Film Institute l'ha inserito al 30º posto della lista dei migliori cento film britannici del XX secolo.